# Ulixes marmoreus
Ulixes marmoreus är en insektsart som först beskrevs av Stsl 1861.  Ulixes marmoreus ingår i släktet Ulixes och familjen sköldstritar. Inga underarter finns listade i Catalogue of Life.